# Atletica leggera ai Giochi della XXII Olimpiade - 10000 metri piani

Video della Finale (il filmato mostra gli ultimi 4 km di gara)

I 10000 metri piani hanno fatto parte del programma maschile di atletica leggera ai Giochi della XXII Olimpiade. La competizione si è svolta nei giorni 24-27 luglio 1980 allo Stadio Lenin di Mosca.

## Presenze ed assenze dei campioni in carica
| Competizione         | Atleta         | Prestazione | Mosca 1980 |
| -------------------- | -------------- | ----------- | ---------- |
| Olimpiadi 1976       | Lasse Virén    | 27'40"38    | Presente   |
| Commonwealth 1978    | Brendan Foster | 28'13"65    | Presente   |
| Europei 1978         | Martti Vainio  | 27'30"99    | Presente   |
| Coppa del mondo 1979 | Miruts Yifter  | 27'53”07    | Presente   |

1. ↑  Sotto la bandiera della Gran Bretagna.
2. ↑  Sotto la bandiera dell'Etiopia.

### Assenti a causa del boicottaggio
| Primatista mondiale   | 27'22"5  | 1978      | Henry Rono   |
| Primatista stagionale | 27'29"16 | 17 luglio | Craig Virgin |

1. ↑  Rono è anche Campione dei Giochi Africani del 1978.

## La gara
Si presenta a difendere il doppio titolo Monaco-Montréal Lasse Virén.

In finale i tre etiopi fanno gioco di squadra: Kedir e Kotu aiutano Yifter alternandosi alla guida. Solo i finlandesi Viren (campione uscente) e Maaninka tengono il passo. A due km dalla fine i primi cinque sono: Kedir, Viren, Yifter, Kotu e Maaninka.
 
A quattro giri dalla fine Maaninka dà uno strappo al gruppo. Nessuno però si fa sorprendere e il gruppo rimane unito. Seguono due giri durante i quali le posizioni rimangono fisse, con Viren dietro la testa della corsa.

A due giri dalla fine prova Viren ad aumentare il ritmo. Al suono della campanella le posizioni sono le seguenti: Kedir, Viren, Yifter, Kotu, Maaninka.
Appena finita la prima curva Yifter si produce in uno scatto violento, che lascia Viren sul posto. Subito gli altri tre si mettono all’inseguimento. Ai 150 metri Maaninka lancia l’attacco ai due etiopi che lo precedono. 

All’inizio della retta finale Yifter è già imprendibile; Maaninka scavalca Kedir e Kotu e si piazza al secondo posto. Solo quinto Viren. Il campione europeo Martti Vainio giunge tredicesimo (e ultimo), ad oltre un minuto di distacco dal vincitore.
All'età di 36 anni, Miruts Yifter è il più maturo vincitore dei 10.000 metri alle Olimpiadi.

## Risultati

### Turni eliminatori
| 3 Batterie | 24 luglio | 43 partenti    | Si qualificano i primi 4 + il miglior tempo. |
| Finale     | 27 luglio | 13 concorrenti |                                              |

### Finale
| Pos | Paese     | Atleta          | Tempo        |
| --- | --------- | --------------- | ------------ |
|     | Etiopia   | Miruts Yifter   | 27'42”69 min |
|     | Finlandia | Kaarlo Maaninka | 27'44”28 min |
|     | Etiopia   | Mohammed Kedir  | 27'44”64 min |